# Duba Sambolec
Duba (Dubravka Ana) Sambolec, slovenska vizualna umetnica, * 7. julij 1949, Ljubljana.

## Življenje in delo
Duba Sambolec je vizualna umetnica, ki deluje na različnih področjih kot so: kiparstvo, video performans (umetniški video), multimedijske instalacije, risbe in digitalni fotokolaži. Poleg umetniškega ustvarjanja njeno delo vključuje tudi javna, mednarodna predavanja, razprave in predstavitve, kuratorske prakse, pisanje teoretskih tekstov o vizualni umetnosti, koordinacijo in vodenje mednarodnih seminarjev, mednarodno mentorstvo dodiplomskim in podiplomskim študentom vizualnih umetnosti, gostovanja kot umetnica in profesorica na Norveškem, v Sloveniji in na Kitajskem.
Duba Sambolec je prejemnica donacij »The Adolph and Esther Gottlieb Foundation Individual Support Grant« in »The Pollock-Krasner Grant, New York, ZDA«.
Tematsko se v svojih delih Duba Sambolec ukvarja s spolno identiteto in socialnimi in političnimi temami ter umetnostjo in pomenom le-te. Duba Sambolec je tudi ena prvih umetnic na slovenskem, katere delovanje povezujemo s pojmom feministična umetnost.
Poleg umetniškega dela se je Duba Sambolec vseskozi ukvarjala tudi s poučevanjem. V drugi polovici 80-ih let je bila profesorica umetnostne vzgoje na SŠTS Litostroj. Od leta 1992 živi in dela na Norveškem. Od leta 1992 do leta 2007 je bila profesorica vizualnih umetnosti in predstojnica oddelka za kiparstvo na umetniški akademiji v Trondheimu na Norveškem (The Trondheim Academy of Fine Art, Norwegian University of Science and Technology. Med letoma 1998 in 1999 je bila profesorica vizualnih umetnosti na The National Academy of Fine Art, Oslo, Norveška. Od leta 2008 dalje je profesorica na Faculty of Visual Arts, Oslo National Academy of the Arts v norveškem Oslu.
S svojimi deli se je Duba Sambolec predstavila na preko 33 samostojnih razstavah in sodelovala tudi v skupinskih razstavah v mednarodnem merilu.
Njena zadnja večja retrospektivna razstava v Sloveniji je bila leta 2012 v galeriji Škuc v Ljubljani. Nekaj njenih del je tudi v stalni zbirki Moderne galerije v Ljubljani.
Leta 1980 je prejela Nagrado Prešernovega sklada za figuralno kiparstvo in prostorske plastike, 2022 pa tudi Jakopičevo nagrado za življenjsko delo.

### Seznam pomembnejših samostojnih razstav[3][2]
- 6. mednarodni festival sodobne umetnosti Mesto žensk, Ljubljana, 2000,
- Muzej moderne umetnosti Ljubljana,
- Muzej sodobne umetnosti Zagreb 1998/88/83/82,
- Galerija sodobne umetnosti in Likovnin salon, Celje, 2012.

### Seznam pomembnejših skupinskih razstav[3][2]
- Gender Check, Ženskost in moškost v umetnosti vzhodne Evrope, Muzej moderne umetnosti (MUMOK) Stiftung Ludwig Dunaj, Avstrija (http://erstestiftung.org/gender-check/ Arhivirano 2014-02-02 na Wayback Machine.),
- Aperto `88, Beneški bienale, Benetke, Italija (povabljena s strani: Prof. Dr. Dieter Ronte, Nemčija) 1988,
- Bienale São Paulo, São Paulo, Brazilija, (povabljena s strani Pieter Tjabes, European selector, Amsterdam, NL) 1985.

Njen video opus je vključen v digitalni video arhiv DIVA Zavoda za sodobno umetnost SCCA-Ljubljana, ki je del GAMA / Gateway to Archives of Media Art, Evropa, in v programu spletne televizije ArtFem.TV umetnice Evelin Stermitz.